# Stig van Eijk

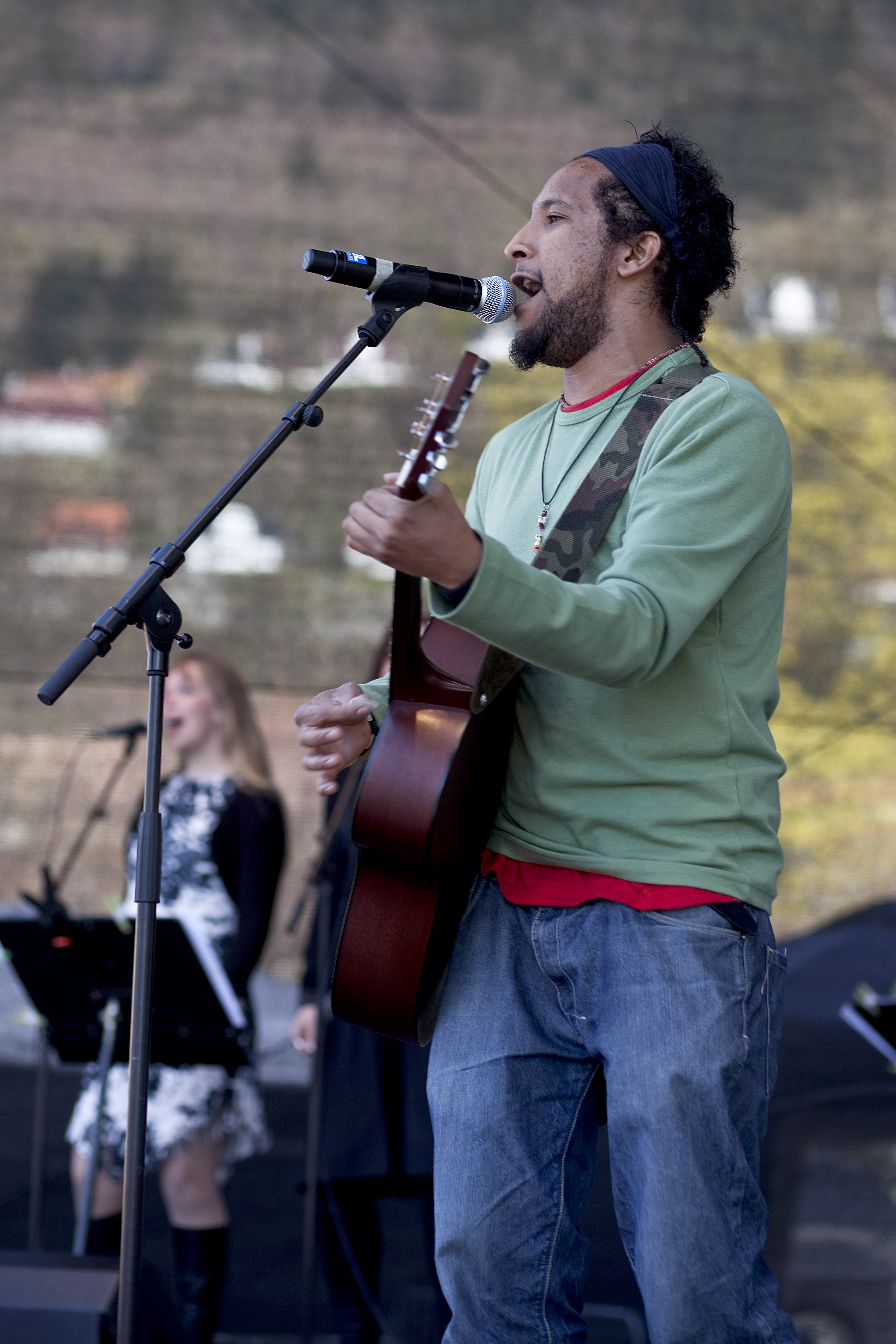
Stig van Eijk, 2010

Stig André van Eijk (* 21. März 1981 in Kolumbien) ist ein norwegischer Sänger. Er vertat Norwegen beim Eurovision Song Contest 1999.

## Leben
Van Eijk kam in Kolumbien zur Welt und wurde im Alter von neun Monaten von Norwegern adoptiert. Dort wuchs er in Sandviken in der westnorwegischen Stadt Bergen auf. Als 16-Jähriger nahm er bei der bei TV 2 ausgestrahlten Show Stjerner i sikte teil. Im Alter von 17 Jahren nahm er im Jahr 1999 am Melodi Grand Prix, dem norwegische Vorentscheid für den Eurovision Song Contest, teil. Als Gewinner durfte er sein Land beim Eurovision Song Contest in Jerusalem vertreten. Mit seinem selbstkomponierten Popsong Living My Life Without You gelangte er auf Platz 14. Sein Debütalbum, das er kurz vor dem Finale des Eurovision Song Contests veröffentlichte, erreichte den sechsten Platz der norwegischen Charts. Beim von TV 2 verliehenen Musikpreis Hit Awards wurde er als „männlicher Künstler des Jahres“ ausgezeichnet.
Zum Ende des Jahres 2000 hin beendete er seinen Vertrag beim Plattenlabel Universal Studios, um zukünftig Musik im RnB-Bereich machen zu können. In den 2000er Jahren war er Sänger der Soul-Reggaeband The Soul Express Orchestra. Im Jahr 2003 schrieb er am Lied Once in a Lifetime mit, das bei der südafrikanischen Version von Pop Idol zum Siegerlied avancierte und dort kommerziell erfolgreich wurde. Seine Band gab 2010 das Album Time for a Change heraus. Im Jahr 2012 wagte er ein Comeback als Solokünstler.
Im Januar 2023 nahm er mit dem Reggae-Lied Someday am Melodi Grand Prix 2023 teil. Dort schied er im dritten Halbfinale aus.

## Diskografie

### Alben
| Jahr | Titel          | Höchstplatzierung, Gesamtwochen, AuszeichnungChartsChartplatzierungen (Jahr, Titel, Platzierungen, Wochen, Auszeichnungen, Anmerkungen) | Anmerkungen |
| Jahr | Titel          | NO | Anmerkungen |
| ---- | -------------- | --- | ----------- |
| 1999 | Where I Belong | NO6 Gold · (14 Wo.)NO |             |

### Singles
| Jahr | Titel Album                               | Höchstplatzierung, Gesamtwochen, AuszeichnungChartsChartplatzierungen (Jahr, Titel, Album, Platzierungen, Wochen, Auszeichnungen, Anmerkungen) | Anmerkungen |
| Jahr | Titel Album                               | NO | Anmerkungen |
| ---- | ----------------------------------------- | --- | ----------- |
| 1999 | Living My Life Without You Where I Belong | NO3 Gold · (11 Wo.)NO |             |